# Большое Рейзино
Большо́е Ре́йзино (фин. Suuri Reisinä) — деревня в Гатчинском муниципальном округе Ленинградской области.

## История
На карте Ингерманландии А. И. Бергенгейма, составленной по материалам 1676 года, упоминается как деревня Resica.
На шведской «Генеральной карте провинции Ингерманландии» 1704 года — как Resna.
Как деревня Резна она обозначена на «Географическом чертеже Ижорской земли» Адриана Шонбека 1705 года.
Как деревня Рейзино — на карте Санкт-Петербургской губернии Я. Ф. Шмидта 1770 года.
На карте Санкт-Петербургской губернии 1792 года А. М. Вильбрехта упоминается деревня Большая Резина.
Деревня являлась вотчиной императрицы Марии Фёдоровны из которой в 1806—1807 годах были выставлены ратники Императорского батальона милиции.
На «Топографической карте окрестностей Санкт-Петербурга» Военно-топографического депо Главного штаба 1817 года она обозначена как деревня Большая Резина из 23 дворов.
Деревня Большая Резина из 30 дворов нанесена на «Топографической карте окрестностей Санкт-Петербурга» Ф. Ф. Шуберта 1831 года.

БОЛЬШОЕ РЕЗИНО — деревня принадлежит ведомству Гатчинского городового правления, число жителей по ревизии: 71 м. п., 87 ж. п. (1838 год)

На картах Ф. Ф. Шуберта 1844 года и профессора С. С. Куторги 1852 года она нанесена как деревня Большая Резина, состоящая из 28 дворов.
На этнографической карте Санкт-Петербургской губернии П. И. Кёппена 1849 года она обозначена как деревня «Gross Resinä», расположенная в ареале расселения эвремейсов. В пояснительном тексте к этнографической карте она записана как Gross Reisinä (Большое Резино) и указано количество её жителей на 1848 год: эвремейсов — 70 м. п., 85 ж. п., всего 155 человек.

РЕЗЕНО БОЛЬШОЕ — деревня Гатчинского дворцового правления, по просёлочной дороге, число дворов — 28, число душ — 78 м. п. (1856 год)

Согласно «Топографической карте частей Санкт-Петербургской и Выборгской губерний» в 1860 году деревня называлась Большая Резина и состояла из 29 крестьянских дворов.

РЕЗИНО БОЛЬШОЕ — деревня удельная при речке Ижорке, число дворов — 32, число жителей: 94 м. п., 106 ж. п. (1862 год)

В 1879 году деревня Большая Резина насчитывала 28 крестьянских дворов.

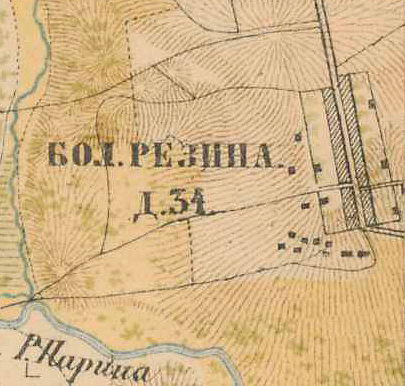
План деревни Большое Рейзино. 1885 год

В 1885 году деревня Большая Резина насчитывала 34 двора.
В конце XIX — начале XX века деревня административно относилась к Гатчинской волости 2-го стана Царскосельского уезда Санкт-Петербургской губернии. Население деревни было исключительно финским.
К 1913 году количество дворов увеличилось до 50.
С 1917 по 1923 год деревня Большое Резино входила в состав Сокколовского сельсовета Гатчинской волости Детскосельского уезда.
С 1923 года в составе Гатчинского уезда.
Согласно данным переписи населения СССР 1926 года в деревне Рейзино Большое Сокколовского сельсовета Троцкой волости Троцкого уезда проживали 299 человек, почти все финны.
С 1927 года в составе Гатчинского района.
С 1928 года в составе Пудостьского сельсовета. В 1928 году население деревни Большое Резино составляло 513 человек.

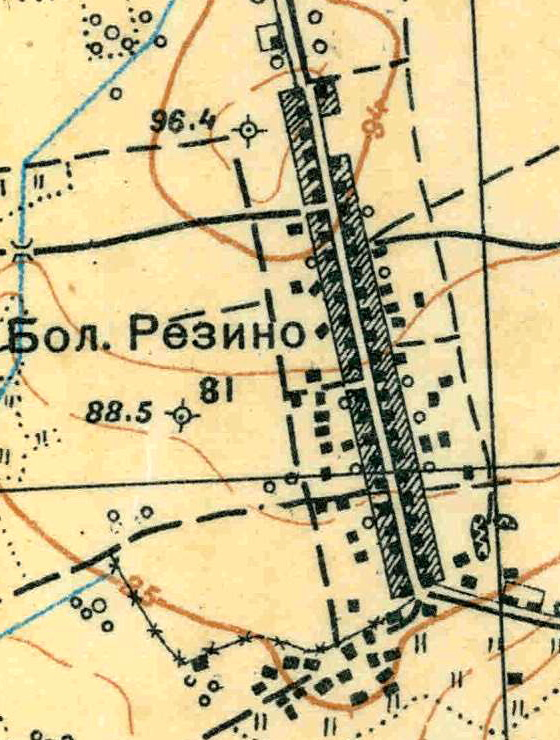
План деревни Большое Рейзино. 1931 год

Согласно топографической карте 1931 года деревня называлась Большое Резино и насчитывала 81 двор.
По административным данным 1933 года деревня называлась Большое Рейзино и входила в состав Пудостьского финского национального сельсовета Красногвардейского района.
Деревня была освобождена от немецко-фашистских оккупантов 24 января 1944 года.
В 1958 году население деревни Большое Резино составляло 308 человек.
По данным 1966, 1973 и 1990 годов деревня Большое Рейзино входила в состав Пудостьского сельсовета Гатчинского района.
В деревне располагалась центральная усадьба колхоза «им. XVIII партсъезда».
В 1997 году в деревне проживали 1072 человека, в 2002 году — 1063 человека (русские — 85%), в 2007 году — 1065, в 2010 году — 1022.

## География
Деревня расположена в северной части района на автодороге 41К-011 (Стрельна — Гатчина).
Расстояние до административного центра поселения, посёлка Пудость — 2,5 км.
Расстояние до ближайшей железнодорожной станции Пудость — 3 км.
Деревня находится на левом берегу реки Парицы.

## Демография
| 1862 | 2007  | 2010  | 2017  |
| ---- | ----- | ----- | ----- |
| 200  | ↗1065 | ↘1022 | ↗1074 |

### Национальный состав
Согласно данным Всероссийской переписи населения 2021 года в деревне проживали 1266 человек, из них:
 русские — 1117, финны — 24, армяне — 13, киргизы — 7, чуваши — 7, азербайджанцы — 5, татары — 4, украинцы — 4, марийцы — 3, узбеки — 3, белорусы — 2, литовцы — 2, молдаване — 2, гагаузы — 1, греки — 1, грузины — 1, калмыки — 1, коми — 1, лезгины — 1, мордва — 1, другие национальности — 13 человек, остальные национальность не указали.

## Предприятия и организации
- Фельдшерско-акушерский пункт
- Ясли-сад
- ЗАО «Гатчинское молоко» — производство молочных продуктов
- СХПК «Черново» — сельскохозяйственная продукция

## Транспорт
От Гатчины до Большого Рейзино можно доехать на автобусах №№ 518, 533, 537.

## Улицы
Звёздная, Новосёлов, Светлая, Сельский переулок, Строителей.